# Nadleśnictwo Grodziec
Nadleśnictwo Grodziec – jednostka organizacyjna Lasów Państwowych podległa Regionalnej Dyrekcji Lasów Państwowych w Poznaniu.
Nadleśnictwo w całości położone jest w zasięgu województwa wielkopolskiego na terenie 5 powiatów: konińskim, kaliskim, pleszewskim, słupeckim i wrzesińskim.